# Ajran

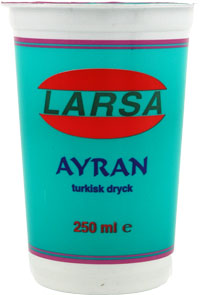
Turecký ajran

Ajran nebo ayran (z turečtiny ayran) je nápoj vyrobený z jogurtu a vody, oblíbený v Afghánistánu, Turecku, Bulharsku, Arménii, Íránu, Libanonu, Ázerbájdžánu, Bosně a dalších částech Balkánu, Blízkého východu a Střední Asie. Je podobný arménskému tahn, indickému lassi a íránskému dooghu, ačkoliv doogh může být přírodně sycený. V jižním Kypru a Řecku se nazývá ayrani (αϊράνι).
Ajran je směs jogurtu, vody, a někdy i soli. Je považován za originální způsob konzervace jogurtu přidáním soli.
Ajran může být také připraven s okurkovou šťávou místo části či veškeré vody nebo ochucený česnekem. Jiný recept populární v některých regionech zahrnuje jemně nasekané lístky máty vmíchané do ajranu. V některých zemích, například v Bosně a Hercegovině, je navíc přidána sůl, která dá nápoji chuť slané vody. Je často konzumován ve velkém množství v tureckých restauracích. V Turecku se okurky nakrájí na velmi malé kousky a přidají do ajranu nebo se zředí jogurt s česnekem, aby vznikly tzatziki.
Ajran je tak populární mezi tureckým obyvatelstvem, že soupeří s prodejem džusů a sycených nápojů. Nadnárodní společnosti rychlého občerstvení zde mají ajran ve standardní nabídce. V Ázerbájdžánu, Íránu, Sýrii, Iráku a Libanonu je k dispozici ve většině restaurací a stáncích rychlého občerstvení. V jiných zemích ho lze nalézt v prodejnách Döner Kebab. Ve Spojených státech amerických je k dispozici v tureckých, perských, arménských a dalších etnických obchodech z oblasti Blízkého východu pod jmény ayran, doogh nebo tahn.
Ve venkovských oblastech Turecka se ajran podává jako standardní nápoj při přivítání hostů.
Ajran se podává chladný  a je běžný k döner kebabu, banitci, gözleme nebo sladkostem. Některé formy čerstvého ajranu jsou s pěnou.